# 범람 현무암

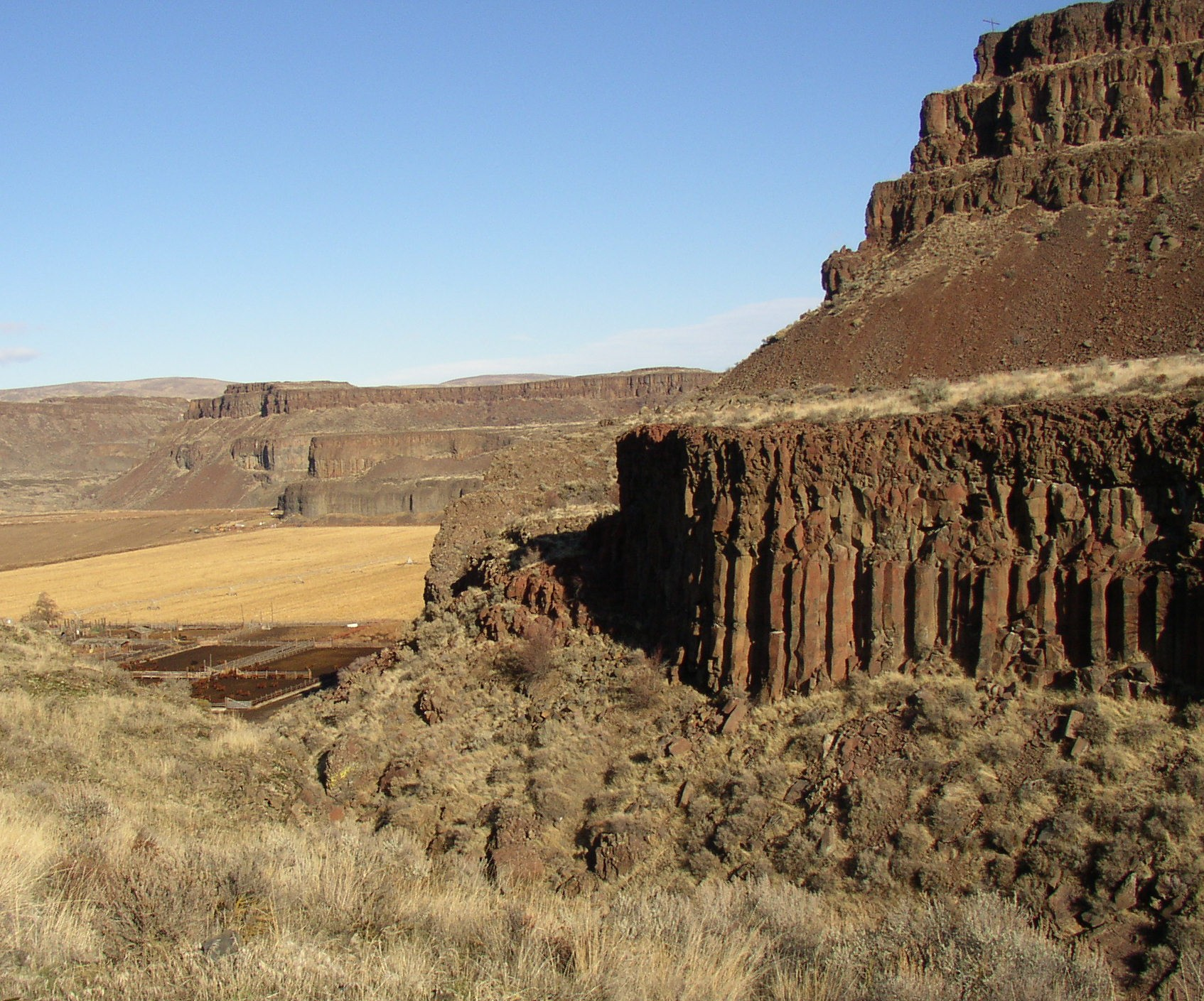
모세는 쿨리에서 우리에게 보여주는 여러 개의 홍수 흐름 현무암의 컬럼비아 강 현무암 그룹이다. 상 현무암은 로 구성원은 캐년 노출하는 프랑스인스프링스 멤버 현무암

범람 현무암은 거대한 화산의 분출이나 넓게 뻗은 대지를 뒤덮는 일련의 화산분출로 발생되거나 해저에서의 현무암질 용암의 분출로 발생된다. 인도의 데칸용암대지와 같은 범람 현무암 지대를 종종 용암대지라고 부르고, 용암대지는 그와 관련된 많은 풍경들의 특유 계단식 지형에서부터 유래되었다. 램피노(Rampino)와 스토더스(Stothers)(1988)은 250만 년전에 거대한 화산 지대와 고원, 산악 지대를 만들어낸 11개의 개별적인 범람 현무암 에피소드를 보여준다.

## 형성
범람 현무암의 형성과 효과는 대륙의 배열과 고도, 양, 속도, 분화의 지속시간, 유형, 주변환경(대륙 vs 해양), 이전의 기후 상태 그리고 생물군 회복력의 변화이다.
범람 현무암을 형성을 설명하는 하나의 제안된 설명은 대륙 열곡과 감압 용융을 하고있는 맨틀 플룸과 함께 방대한 양의 소레아이트질 현무암 마그마(tholeiitic basaltic magma)를 생성해내는 대륙 열곡으로 인한 감압 용융의 조합으로 범람 현무암이 형성되었다는 설명이다. 이것들은 매우 낮은 점도를 가지고 있고 낮은 점도를 가졌다는 것은 범람 현무암이 높은 화산을 형성하는 것이 아니라 옆으로 넓게 퍼져있는 이유를 설명해준다. 다른 설명은 긴 기간에 걸쳐 맨틀에 축적되어온 용해물들이 짧은 기간에 걸쳐 밖으로 방출되면서 형성되었다는 설명이다.
인도 중앙의 데칸용암대지와 시베리아용암대지, 북서 아메리카의 컬럼비아 강 고원의 세 지역은 선사 시대의 범람 현무암에 의해 뒤덮였다. 캐나다의 중기 원생대 메켄지의 거대한 화성 지방은 머스칵스 중첩 침투(Muskox layered intrusion)과 연관된 코퍼마인 강 범람 현무암을 포함한다. 또한 달의 바다는 훨씬 더 넓은 범람 현무암이다. 해저의 범람 현무암은 해저 대지를 형성한다.
한 번의 분출로 인해 덮일 수 있는 면적은 200,000 km2 (Karoo)부터 1,500,000km2 (시베리아용암대지)까지 다양하다. 두께는 2000m(데칸용암대지)부터 12,000m (슈퍼리어 호)까지 다양하다. 이것들은 침식으로 인한 원래의 양보다 작다.

## 암석학

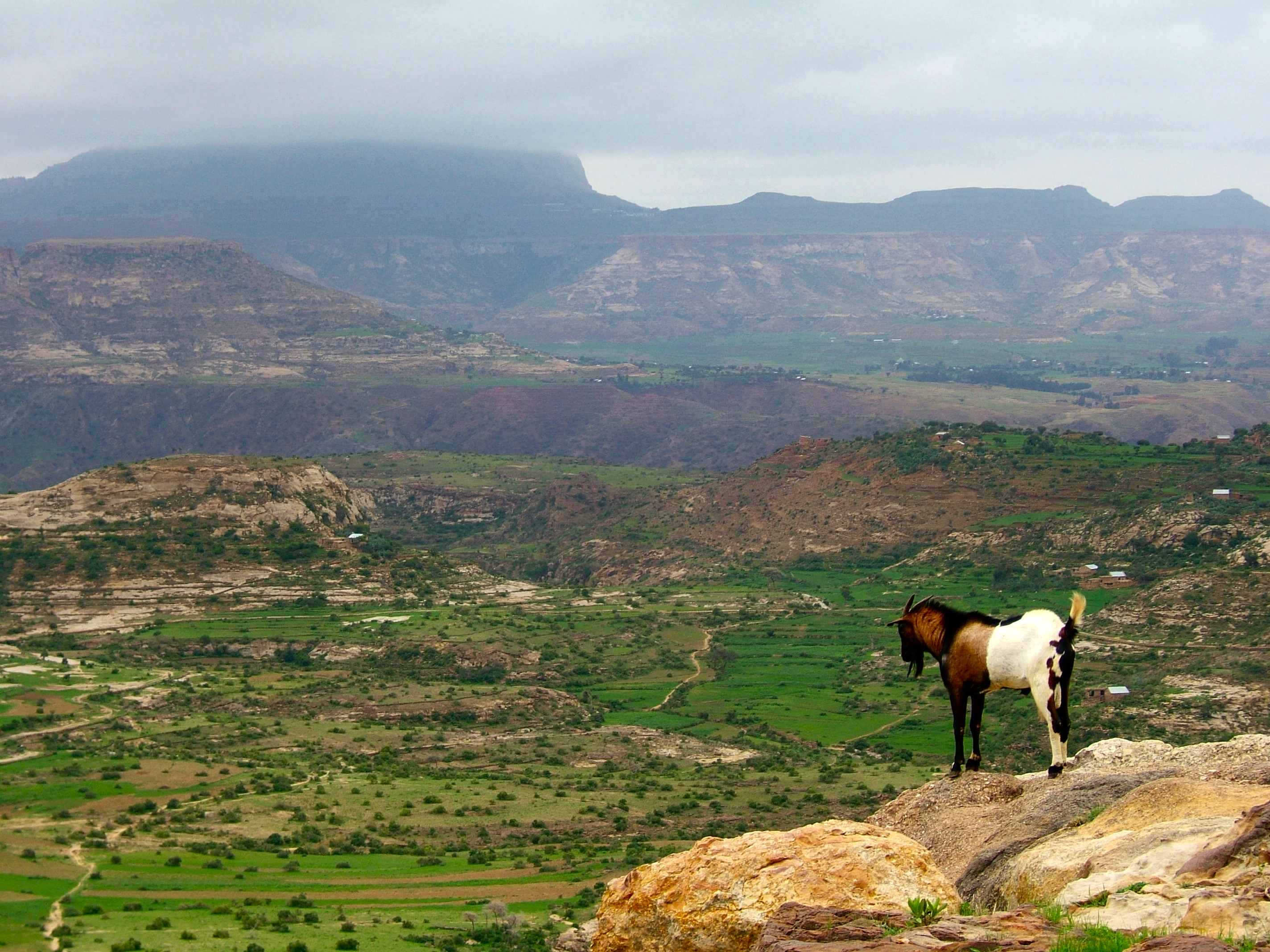
에티오피아 고원 현무암

## 같이 보기
- 큰 폭파 성
- 해대
- 초화산
- 화산 고원
- 목록의 홍수 현무암은 지역